# Svenne & Lotta
Svenne & Lotta eller Sven & Charlotte er en svensk popduo. I sommeren 1966 mødte Svenne Hedlund amerikaneren Charlotte Walker (også kaldet ”Lotta”) og hun flyttede til Sverige. I 1970 beslutter Svenne & Lotta sig for at indspille en plade sammen. Parret blev skilt i 2014 efter 45 års ægteskab. De har fire børn sammen.
Svenne & Lotta har gennem årene frem til skilsmissen kunnet opleves på de danske musikscener med hele deres kendte repertoire.
Svenne Hedlund var sanger i Hep Stars sammen med blandt andre Benny Andersson, der senere var en del af ABBA.  

## Eksterne kilder og henvisninger
- Wikimedia Commons har flere filer relateret til Svenne & Lotta
- Svenne & Lotta på DR musik
- Svenne & Lotta på Allmusic
- Svenne & Lotta på Discogs
- Svenne & Lotta på MusicBrainz
- Svenne & Lotta på Last.fm
- Svenne & Lotta på SoundCloud
- Svenne & Lotta –Medley of hits Fællessang på TV2 Charlie